# Associazione Sportiva Casale 1942-1943
Questa voce raccoglie le informazioni riguardanti l'Associazione Sportiva Casale nelle competizioni ufficiali della stagione 1942-1943.

## Rosa
| N. |                   | Ruolo | Calciatore        |
| -- | ----------------- | ----- | ----------------- |
|    | Italia (bandiera) | C     | A. Aprenci        |
|    | Italia (bandiera) | A     | Emilio Barbero    |
|    | Italia (bandiera) | C     | Luigi Barbano     |
|    | Italia (bandiera) | P     | L. Bertinotti     |
|    | Italia (bandiera) | A     | G. Boda           |
|    | Italia (bandiera) | P     | P. Bonaventura    |
|    | Italia (bandiera) | A     | M. Braggion       |
|    | Italia (bandiera) | A     | E. Calleri        |
|    | Italia (bandiera) | A     | G. Caretta        |
|    | Italia (bandiera) | A     | R. Cavalisano     |
|    | Italia (bandiera) | C     | Francesco Ferrero |
|    | Italia (bandiera) | D     | Lorenzo Gazzari   |

| N. |                   | Ruolo | Calciatore        |
| -- | ----------------- | ----- | ----------------- |
|    | Italia (bandiera) | P     | Augusto Ghione    |
|    | Italia (bandiera) | C     | Francesco Grosso  |
|    | Italia (bandiera) | C     | Attilio Leporati  |
|    | Italia (bandiera) | C     | M. Lovetti        |
|    | Italia (bandiera) | D     | Giuseppe Macchi   |
|    | Italia (bandiera) | P     | Pietro Mosca      |
|    | Italia (bandiera) | D     | Augusto Olliaro   |
|    | Italia (bandiera) | C     | Prospero Pavese   |
|    | Italia (bandiera) | A     | Angelo Schiavetta |
|    | Italia (bandiera) | A     | L. Suozzi         |
|    | Italia (bandiera) | P     | P. Timossi        |

## Risultati

### Serie C

#### Girone E

##### Girone di andata
| Casale Monferrato 4 ottobre 1942 1ª giornata                   | Casale    | 0 – 3 referto                | Cuneo | Stadio Natale Palli |
| \| \| \| \| \| \| Marcatori \| 44’, 63’ Donati 60’ Pagliano \| |           |                              |       |                     |
|                                                                |           |                              |       |                     |
|                                                                | Marcatori | 44’, 63’ Donati 60’ Pagliano |       |                     |

| Aosta 11 ottobre 1942 2ª giornata                                      | Aosta     | 2 – 1 referto | Casale |  |
| \| \| \| \| \| Lorini 55’ Giovanola 77’ \| Marcatori \| 88’ Barbero \| |           |               |        |  |
|                                                                        |           |               |        |  |
| Lorini 55’ Giovanola 77’                                               | Marcatori | 88’ Barbero   |        |  |

| Arbitro: | Rossi (Torino) |

|             |           |  |
| Calleri 73’ | Marcatori |  |

| Cinzano 25 ottobre 1942 4ª giornata                                                 | Cinzano   | 1 – 3 referto                         | Casale |  |
| \| \| \| \| \| Anfossi 89’ \| Marcatori \| 42’ Calleri 61’ Schiavetta 71’ Suozzi \| |           |                                       |        |  |
|                                                                                     |           |                                       |        |  |
| Anfossi 89’                                                                         | Marcatori | 42’ Calleri 61’ Schiavetta 71’ Suozzi |        |  |

| Casale Monferrato 1 novembre 1942 5ª giornata                                   | Casale    | 5 – 1 referto | Ivrea | Stadio Natale Palli |
| \| \| \| \| \| Suozzi ?’, 54’, 90’ Calleri 42’, 80’ \| Marcatori \| 6’ Rossi \| |           |               |       |                     |
|                                                                                 |           |               |       |                     |
| Suozzi ?’, 54’, 90’ Calleri 42’, 80’                                            | Marcatori | 6’ Rossi      |       |                     |

| Arbitro: | Bergomi (Milano) |

|             |           |  |
| Barrera 44’ | Marcatori |  |

| Casale Monferrato 15 novembre 1942 7ª giornata                        | Casale    | 3 – 0 referto | Saviglianese | Stadio Natale Palli |
| \| \| \| \| \| Prandoni 8’ Barbero 10’ Barbano 24’ \| Marcatori \| \| |           |               |              |                     |
|                                                                       |           |               |              |                     |
| Prandoni 8’ Barbero 10’ Barbano 24’                                   | Marcatori |               |              |                     |

| Acqui Terme 22 novembre 1942 8ª giornata                 | Acqui     | 2 – 0 referto | Casale |  |
| \| \| \| \| \| Corsino 16’ Grasso 28’ \| Marcatori \| \| |           |               |        |  |
|                                                          |           |               |        |  |
| Corsino 16’ Grasso 28’                                   | Marcatori |               |        |  |

| Casale Monferrato 29 novembre 1942 9ª giornata                                                   | Casale    | 4 – 2 referto           | Asti | Stadio Natale Palli |
| \| \| \| \| \| Barbero 5’ Caretta 48’ Grosso 57’, 87’ \| Marcatori \| 3’ Cavagnero 30’ Pavese \| |           |                         |      |                     |
|                                                                                                  |           |                         |      |                     |
| Barbero 5’ Caretta 48’ Grosso 57’, 87’                                                           | Marcatori | 3’ Cavagnero 30’ Pavese |      |                     |

| Settimo Torinese 6 dicembre 1942 10ª giornata      | Settimo   | 3 – 2 referto  | Casale |  |
| \| \| \| \| \| ? \| Marcatori \| Caretta Suozzi \| |           |                |        |  |
|                                                    |           |                |        |  |
| ?                                                  | Marcatori | Caretta Suozzi |        |  |

| Casale Monferrato 13 dicembre 1942 11ª giornata                                                | Casale    | 7 – 0 referto | Sanremese | Stadio Natale Palli |
| \| \| \| \| \| Barbero 11’, 47’, ?’, 87’ Grosso 18’ Caretta Catalissano 58’ \| Marcatori \| \| |           |               |           |                     |
|                                                                                                |           |               |           |                     |
| Barbero 11’, 47’, ?’, 87’ Grosso 18’ Caretta Catalissano 58’                                   | Marcatori |               |           |                     |

##### Girone di ritorno
| Cuneo 3 gennaio 1943 12ª giornata | Cuneo | 5 – 0 referto | Casale |  |

| Casale Monferrato 10 gennaio 1943 13ª giornata | Casale | 0 – 2 referto | Aosta | Stadio Natale Palli |

| Biella 17 gennaio 1943 14ª giornata | Biellese | 1 – 0 referto | Casale | Stadio Lamarmora |

| Casale Monferrato 24 gennaio 1943 15ª giornata | Casale | 1 – 1 referto | Cinzano | Stadio Natale Palli |

| Ivrea 31 gennaio 1943 16ª giornata | Ivrea | 2 – 3 referto | Casale |  |

| Casale Monferrato 7 febbraio 1943 17ª giornata | Casale | 1 – 2 referto | Pro Vercelli | Stadio Natale Palli |

| Savigliano 14 febbraio 1943 18ª giornata | Saviglianese | 0 – 1 referto | Casale |  |

| Casale Monferrato 21 febbraio 1943 19ª giornata | Casale | 4 – 0 referto | Acqui | Stadio Natale Palli |

| Asti 28 febbraio 1943 20ª giornata | Asti | 2 – 2 referto | Casale |  |

| Casale Monferrato 7 marzo 1943 21ª giornata | Casale | 2 – 0 referto | Settimo | Stadio Natale Palli |

| Sanremo 14 marzo 1943 22ª giornata | Sanremese | 0 – 0 referto | Casale |  |

### Coppa Aldo Fiorini
| Casale Monferrato 9 maggio 1943 Primo turno - Andata                                                                | Casale    | 7 – 2 referto | Derthona | Stadio Natale Palli |
| \| \| \| \| \| Gazzari 37’ (rig.) Turati 41’, 42’, 83’ Barbero 67’, 88’ Grosso 80’ \| Marcatori \| ?’, 85’ Bassi \| |           |               |          |                     |
| |           |               |          |                     |
| Gazzari 37’ (rig.) Turati 41’, 42’, 83’ Barbero 67’, 88’ Grosso 80’                                                 | Marcatori | ?’, 85’ Bassi |          |                     |

| Voghera 16 maggio 1943 Primo turno - Ritorno                                                 | Derthona  | 2 – 5 referto                               | Casale |  |
| \| \| \| \| \| Coruzzi Viotto \| Marcatori \| Vaglietti ?’, ?’ Turati Catalissano Barbero \| |           |                                             |        |  |
|                                                                                              |           |                                             |        |  |
| Coruzzi Viotto                                                                               | Marcatori | Vaglietti ?’, ?’ Turati Catalissano Barbero |        |  |

| Casale Monferrato 23 maggio 1943 Secondo Turno - Andata                             | Casale    | 5 – 0 referto | Ivrea | Stadio Natale Palli |
| \| \| \| \| \| Gatti 37’ (rig.) Cecchi 40’, 46’ Barbero 43’, 67’ \| Marcatori \| \| |           |               |       |                     |
|                                                                                     |           |               |       |                     |
| Gatti 37’ (rig.) Cecchi 40’, 46’ Barbero 43’, 67’                                   | Marcatori |               |       |                     |

| Ivrea 30 maggio 1943 Secondo Turno - Ritorno       | Ivrea     | 2 – 0 referto | Casale |  |
| \| \| \| \| \| Calcagno Borelli \| Marcatori \| \| |           |               |        |  |
|                                                    |           |               |        |  |
| Calcagno Borelli                                   | Marcatori |               |        |  |

| Casale Monferrato 3 giugno 1943 Ottavi di finale - Andata    | Casale    | 2 – 0 referto | Abbiategrasso | Stadio Natale Palli |
| \| \| \| \| \| Cecchi 37’ Catalissano 89’ \| Marcatori \| \| |           |               |               |                     |
|                                                              |           |               |               |                     |
| Cecchi 37’ Catalissano 89’                                   | Marcatori |               |               |                     |

| Abbiategrasso 6 giugno 1943 Ottavi di finale - Ritorno | Abbiategrasso | 0 – 1 referto   | Casale |  |
| \| \| \| \| \| \| Marcatori \| 85’ Catalissano \|      |               |                 |        |  |
|                                                        |               |                 |        |  |
|                                                        | Marcatori     | 85’ Catalissano |        |  |

| Casale Monferrato 24 giugno 1943 Quarti di finale - Andata                                               | Casale    | 7 – 0 referto | Rapallo | Stadio Natale Palli |
| \| \| \| \| \| Grosso 2’, 80’, 88’ Turati 27’ Catalissano Pastorino 69’ Vaglietti 83’ \| Marcatori \| \| |           |               |         |                     |
| |           |               |         |                     |
| Grosso 2’, 80’, 88’ Turati 27’ Catalissano Pastorino 69’ Vaglietti 83’                                   | Marcatori |               |         |                     |

| Rapallo 20 giugno 1943 Quarti di finale - Ritorno                         | Rapallo   | 1 – 3 referto                 | Casale |  |
| \| \| \| \| \| Meregalli \| Marcatori \| Barbero Catalissano Vaglietti \| |           |                               |        |  |
|                                                                           |           |                               |        |  |
| Meregalli                                                                 | Marcatori | Barbero Catalissano Vaglietti |        |  |

| Pavia 27 giugno 1943 Semifinali - Andata                                      | Pavia     | 1 – 2 referto                     | Casale |  |
| \| \| \| \| \| Boniforti \| Marcatori \| 55’ (rig.) Gazzarri 73’ Vaglietti \| |           |                                   |        |  |
|                                                                               |           |                                   |        |  |
| Boniforti                                                                     | Marcatori | 55’ (rig.) Gazzarri 73’ Vaglietti |        |  |

| Casale Monferrato 4 luglio 1943 Semifinali - Ritorno                | Casale    | 2 – 1 referto | Pavia | Stadio Natale Palli |
| \| \| \| \| \| Suozzi 12’ Grosso 50’ \| Marcatori \| 37’ Triulzi \| |           |               |       |                     |
|                                                                     |           |               |       |                     |
| Suozzi 12’ Grosso 50’                                               | Marcatori | 37’ Triulzi   |       |                     |

| Arbitro: | Cipriani (Milano) |

|            |           |  |
| Grosso 40’ | Marcatori |  |

| Arbitro: | Coletti (Treviso) |

|               |           |  |
| Pelizzari 48’ | Marcatori |  |